# The Case of the Caretaker's Cat
The Case of the Caretaker's Cat(O Caso do Gato do Porteiro) é um romance policial escrito por Erle Stanley Gardner e publicado pela primeira vez em 1935, é o 7º livro de Gardner protagonizado pelo advogado Perry Mason 

## Enredo
Perry Mason planeja viajar ao Oriente, quando recebe em seu escritório um cliente inesperado, Charles Ashton, que procura Mason para que este defenda a vida de seu gato, Clinker um gato persa extremamente ligado ao dono. O antigo patrão de Ashton, Peter Laxter havia morrido em um incêndio na sua casa, e seu filho Sam Laxter assumiu o comando da propriedade e dos funcionários do velho Laxter, Sam ameaça Ashton que caso este não se livre do gato irá envenená-lo. Peter Laxter morreu deixando sua herança a ser dividida entre seus dois netos, Sam Laxter e Frank Oafley, enquanto sua neta Winifred Laxter não receberá a herança, Winifred tinha dois pretendentes, Harry Inman e Douglas Keene, sendo que o primeiro fugiu após saber que a pretendida não teria herança. 
Após a descoberta de que o incêndio na casa de Laxter não foi um simples acidente, mas sim assassinato, ocorrem outros dois assassinatos, o de Charles Ashton, zelador de Peter e cliente de Mason, e o de Edith DeVoe enfermeira de Peter e esposa de Frank Oafley, que havia testemunhado uma cena que comprometia seriamente a Frank Oafley e Sam Laxter. O dever de Mason, é defender Douglas Keene da acusação de assassinato, sem saber que para isso precisará tomar atitudes inimagináveis, tal qual simular um casamento com Della Street e trabalhar junto com Hamilton Burger em busca do verdadeiro assassino.
A surpresa da história é quando Mason, ao depor como testemunha, apresenta ao juiz Pennywalker e a Dick Truslow, funcionário de Hamilton Burger que atua como promotor nesta história, a verdade irrefutável e surpreendente, em uma das mais brilhantes obras de Gardner.
Nesta obra Della Street deixa de ser a simples secretária eficiente de Perry Mason, e passa a ser a verdadeira assistente do advogado, mostrando um conhecimento de leis que surpreende ao juiz, a Mason e até a Hamilton Burger, Paul Drake por sua vez, perde um pouco de espaço na história, Hamilton Burger além de colaborar com Mason no caso ainda se mostra bastante cortês com o advogado e por fim Dick Truslow, enfrenta Perry Mason nos tribunais, de um jeito bem informal. Surge também um novo personagem, quando Hamilton Burger deixa de ser o inimigo de Mason, entra em cena Nathaniel Shuster, um advogado corrupto e inescrupuloso.

### Personagens
- Peter Laxter-idoso milionário, que supostamente morreu em um incêndio na sua casa, Peter deixa seus bens para Frank Oafley e Sam Laxter, seus dois netos, porém Winifred Laxter aquela que era tida como a preferida não recebe parte na herança, mas Laxter tinha um bom motivo para isso.
- Douglas Keene-namorado de Winifred, é acusado do assassinato por ter sido visto no quarto de Ashton no momento em que o assassinato supostamente aconteceu, além de ter pego Clinker, o gato de Ashton e entregue-lho para Winifred por uma estranha causa.
- Winifred Laxter-jovem de 22 anos, tem um restaurante chamado Winnie's Waffles, neta deserdada de Peter Laxter e namorada de Keene, Winifred tem o temperamento bem impulsivo.
- Charles Ashton-zelador de Peter Laxter, e posteriormente de Sam Laxter, que ameaça envenenear Clinker, seu gato. Ashton ficou inválido após um acidente de carro, e depois de receber as ameaças de Sam para Clinker, procura o auxílio de Perry Mason, Charles Ashton é assassinato e em redor de seu corpo não encontradas pegadas de gato, supostamente de Clinker.
- Samuel "Sam" Laxter-28 anos, neto de Peter, Sam ameaça envenenar o gato de Ashton, e após receber um telegrama assinado por Perry Mason onde fica sabendo que pode perder o direito à herança, procura Nathaniel Shuster, arqui-inimigo de Mason para defender sua causa.
- Frank Oafley-tem 26 anos, era casado com Edith DeVoe, com quem se casou às escondidas, é mais calmo do que o primo Sam Laxter, porém também não é flor que se cheire.
- Edith DeVoe-esposa de Frank Oafley, enfermeira de Peter Laxter, Edith supostamente viu Sam Laxter manipulando um escapamento de carro de forma que a fumaça chegasse ao quarto de Peter, Edith é encontrada morta em seu apartamento com um ferimento na cabeça.
- James "Jim" Brandon-motorista e mordomo dos Laxter.
- Mrs. Pixley-empregada dos Laxter.
- Jackson-assistente de Perry Mason que auxilia o advogado com assuntos de leis.
- Watson Clammert-ladrão de carros e de bancos, que procurava informações sobre Ashton, não apareceu na história, porém Perry Mason se faz passar por Clammert tendo Della Street como noiva, o suposto casal passa a lua-de-mel em Satnta Bárbara
- Nathaniel Shuster-advogado rival de Perry Mason, defende os interesses de Frank Oafley e Sam Laxter.
- Dick Truslow-representante de Hamilton Burger no julgamento.

### Outros personagens
Participam também da história, Perry Mason, Della Street, Paul Drake, Hamilton Burger, Sargento Holcomb e o juiz Pennywalker.

## Trechos
(...)
"Meu Deus, eu não quero trabalhar, eu quero descer a montanha e jogar Hookey, eu quero fazer alguma coisa!" (Perry Mason)
(...)
"Isso é o que eu gosto na prática da lei, é uma aventura que você está procurando nos bastidores da natureza humana. O público em frente só vê o que foi cuidadosamente ensaiado e as poses assumidas pelos atores. O advogado vê a natureza humana com as janelas abertas..."(Perry Mason)
(...)
"O gato deve se sentir lisonjeado, tantos advogados ocupados gastando seu tempo para decidir se ele vai conseguis colocar seus pés sujos de lama em uma colcha."(Della Street)
(...)
"Gatos e cadáveres. Eu passei toda a minha carreira lutando sobre cadáveres, defender  um gato vivo é uma distração bem-vinda."(Perry Mason)
(...)
"Eu quero obter informações, para que eu possa representar um cliente."
"Quem é o cliente?"
"Acredite ou não, mas o cliente é um gato."
(...)
"Meus clientes não têm consciência culpada, Paul. E, afinal, não se esqueça do meu cliente real é o gato. "(Perry Mason para Paul Drake)
(...)
"Você dirige como o diabo em piso molhado."(Paul Drake para Perry Mason)
(...)
"...Estou interessado nesta coisa
por causa de um gato, e se você quer saber, eu estou fazendo exatamente dez dólares
como uma taxa. "
(...)
"Poderia me deixar entrevistar Douglas Keene?"
"Eu posso te dizer exatamente o que Douglas Keene vai dizer, e tudo o que ele vai dizer é que o tempo está excelente, muito agradável para esta época do ano, isso é tudo meu rapaz, absolutamente tudo."